# Qazi Mohammed

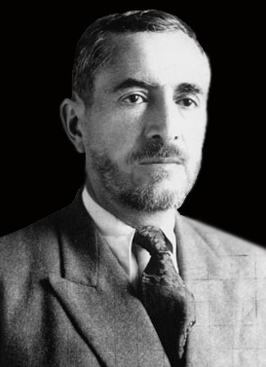
Qazi Mohammed

Qazi Mohammed bin 'Ali (Koerdisch: قازی محه‌ممه‌د, Perzisch: قاضی محمد ; Mahabad, 1900 of 1901 - aldaar, 30 maart 1947) was een Koerdisch politicus. Hij was afkomstig uit een vooraanstaande familie uit Mahabad.
Qazi Mohammed was een islamitisch rechtsgeleerde en lid van de Koerdisch nationale Komala Jiani Kurdistan ("Wedergeboorte van Koerdistan"). De Komala JK werd geleid door intellectuelen uit de Koerdische middenklasse en had veel aanhang onder de Koerden in Mahabad (Noordwest-Iran). De Komala JK streefde naar een autonoom Koerdistan binnen het keizerrijk Iran. In 1945 werd de Komala JK omgezet in de Koerdische Democratische Partij (KDP). Onder Sovjet-protectie konden de Koerden in januari 1946 de Republiek van Mahabad uitroepen met Qazi Mohammed als president. In mei van dat jaar trok de Sovjet-Unie haar steun aan de republiek in en in december 1946 werd Mahabad ingenomen door het Iraanse leger. Qazi Mohammed werd gevangengenomen en op 30 maart 1947 op het centrale plein van Mahabad opgehangen.

## De Laatste dagen van Qazi Mohammed

### De Validiteit van de bewijsstukken
De laatste dagen van het leven van de president van de Republiek van Koerdistan in Mehabad, Qazi Mohammed, werd nauwkeurig door de Iraanse autoriteiten beschreven. Het militaire rechtssysteem van het Iraanse leger in de jaren veertig werd elke militaire rechtszaak nauwkeurig door een militair gedocumenteerd. De documentatie, afhankelijk van de waarde ervan, werd vervolgens onder de hoge officieren van het leger verspreid. In het geval van de berechting van Qazi Mohammed, zijn twee broers en neef, was diegene Kewmaras Salih, die behalve nauwe banden ook familie was van de voormalige Sjah van Iran. De volledige documentatie van Salih staat in het Iraanse militaire archief, dat in dit geval de basis vormt van het verhaal dat hierna gaat komen.
Kewmaras Salih werd ondanks zijn loyaliteit in 1947 opgepakt wegens verdenking van publicatie van zijn uiterst gevoelige documentatie. Na een gevangenisstraf van niet minder dan anderhalf jaar werd Kewmaras vrijgelaten. Hoewel de motieven van Kewmaras nog steeds niet duidelijk zijn, heeft hij deze geheime militaire documentatie in het nummer 75 van een Iraanse krant van toen, Mah-name, alsnog gepubliceerd. Voor zover literatuuronderzoek betreft, is het niet bekend wat daarna met Kewmaras Salih gebeurd is. Wel is duidelijk dat veel passages en zinnen uit de originele documentatie weggestreept zijn of zelfs ontbreken.

### Qazi Mohammed in de greep van het Iraanse leger
Op 29 september 1946 nam het Iraanse leger Mehabad in, waar Pêşewa Qazi Muhammed zich bevond. Eerder had de Koerdische Minister van Oorlog, Mustafa Barzani, Qazi Mohammed gevraagd om de stad te verlaten. “Ik ben de leider van de Koerden, ik hoor niet weg te gaan,” luidde het antwoord van Qazi Mohammed. Op dezelfde dag werd Qazi Mohammed samen met zijn twee broers en neef opgepakt en meteen werden ze berecht. Het Iraanse leger had een rechtbank van drietal personen gevormd om de Qazi’s te berechten. Op 30 september werden de Qazi’s berecht en veroordeeld voor de volgende punten:
- Economische samenwerking met de Sovjet-Unie zonder de centrale regering in te lichten. Met de centrale regering werd de Iraanse regering in Teheran bedoeld;
- Verdelen van Iran, waarbij vijf Koerdische steden (Wirmê, Kirmanşah, Sîne, Tawres en Îlam) een eigen staat zouden vormen;
- Het vaststellen van de Koerdische vlag die erg zou lijken op de communistische vlag van de Sovjet-Unie;
- Het maken van eigen postzegels/ bankbiljetten met daarop de foto van Qazi Muhammed;
- Het vaststellen van de kaart van Groot-Koerdistan;
- Het uitnodigen van ‘buitenlanders’ naar Iran om het land te bezetten. Hierbij werd Mustafa Barzani genoemd, die door Qazi Muhammed uitgenodigd was om als vertegenwoordiger van Zuid-Koerdistan deel te nemen aan het Republiek van Mahabad;
- Bedreigen en aanzetten van de Koerdische bevolking om in opstand te komen tegen de Sjah;
- Op militair niveau samenwerken met de Russische autoriteiten, met de bedoeling Iran op alle vlakken te verzwakken;
- Het uitroepen van de staat: ‘Koerdistan’, waarbij de grenzen ten koste zou gaan van de Iraanse soevereiniteit;
- Diplomatieke betrekking met Rusland en nauwe betrekking met de ‘Bairov’, het hoofd van de Republiek Azerbeidzjan;
- Het aangaan van Economische betrekkingen met landen die als vijanden van Iran werden beschouwd;
- Het in brand steken en vernielen van overheidsgebouwen en vermoorden van de niet-Koerden.

Qazi verwierp alle beschuldigingen; op drie na:
- De betrekkingen met Azerbeidzjan
- Het vaststellen van de Koerdische vlag, maar verwierp de klacht die veronderstelde dat de vlag op de Sovjet-Unie vlag zou lijken.
- Het uitnodigen van Mustafa Barzani naar Mehabad. Qazi legde de rechtbank uit dat Barzani ook Koerd is en iedere Koerd heeft het recht om zich vrij te bewegen in ieder deel van Koerdistan.

De eerste zitting eindigde met het volgende vonnis: de doodstraf. De Qazi’s bleven drie maanden in de Iraanse gevangenis. Pas na drie maanden kwam een nieuwe rechtbank die het uiteindelijke oordeel zou vormen.

### Qazi Mohammed gaat in hoger beroep
Na drie maanden in de cel te hebben gezeten, in afwachting op de executie, werd de zaak nog een keer bekeken door Sjah. Deze keer werd een commissie van viertal personen opgesteld, die tevens de rechtbank vormden om de zaak in hoger beroep te behandelen.
Hoe serieus de Iraanse regiem toentertijd de rechtvaardigheid en de eerlijkheid van het proces nam, blijkt uit de beschrijving van Kewmaras over manier waarop de zaak in hoger beroep werd behandeld: “De Qazi’s hadden in een 114 bladzijde tellende document hun onschuld vastgesteld in een bezwaarschrift tegen hen vonnis en naar de rechter gestuurd. Het document diende als verdediging met bewijsmaterialen waarbij de aanklachten van de Iraanse regiem werden tegengesproken. Niemand nam moeite om het document te lezen. Hoewel de documenten ontvankelijk werden verklaard door de rechter, toch hadden ze geen enkele waarde tijdens het proces.”
Op 29 maart 1947 begon de tweede zitting, het hoger beroep. Tijdens deze zitting werd Qazi Mohammed als eerste naar voren geschoven en schuldig werd bevonden van de twaalf eerder aanklachten van de eerste rechtbank. Qazi verwierp alle aanklachten, op de drie na die hij eerder had bevestigd.
Tijdens de zitting sprak Qazi heel rustig en vroeg steeds om bewijsmaterialen ter bevestiging van de aanklacht. De rechter reageerde erg geïrriteerd hierop. Qazi vroeg de rechter: “Waar komen al die leugens vandaan die door u verzonnen zijn? Als het zo is zoals u het zegt, zorg voor de bewijsmaterialen!”
De rechter beschouwde de uitlatingen van Qazi als belediging van de rechtbank en zei tegen Qazi: “Kurdan Sag Sfat?”, waarop Qazi antwoordde: “Honden en eerloze mensen zijn jullie, die geen enkele grens kennen voor jullie daden en geen enkele waarde hechten aan de wet. U komt hier dezelfde vonnis voor te lezen die de andere “zonder eer” [Qazi bedoelde hiermee de Sjah van Iran] heeft besloten. Ik heb me al lang voor dit vonnis voorbereid. Ik weet dat ik onschuldig ben en voor de vrijheid van mijn volk wordt geëxecuteerd. Dit beschouw ik als teken van barmhartigheid van God. Het is mij een eer om op deze manier dood te gaan en op dit einde ben ik trots!”
De zitting kon amper doorgaan. Enerzijds omdat Qazi besloot om verder niet in te gaan op de vragen van de aanklager en anderzijds omdat de aanklager zich niet kon beheersen. Dit, omdat hij de uitlatingen van Qazi als belediging beschouwde voor de legitimiteit van de rechtbank. Om de situatie onder controle te krijgen, besloot het hoofd van de rechtbank de zitting te schorsen enerzijds om Qazi op ander idee te brengen en anderzijds om de situatie af te koelen.
Na een korte pauze werd de zitting hervat en Qazi kwam aan het woord: “Dat nu besloten is om Qazi Muhammed op te hangen is enkel het gevolg van mijn belofte die ik aan mijn volk heb gedaan. Ik heb gezworen om met mijn volk te leven en voor haar te sterven. Hoe kan ik nu mijn belofte verbreken? Ik ben niet bereid om de vragen van de deze rechter te beantwoorden, wel als iemand anders het me vraagt.”
Omdat Qazi niet bereid was om de vragen van de aanklager (Sarhang Raza Niko Zade) te beantwoorden besloot de rechtbank om Sarhang Raza Niko Zade te vervangen door Sarhang Rajab Ata (de rechter). De zitting ging door.
Rajab Ata beschuldigde Qazi ervan dat Qazi ‘buitenlanders’ naar Iran zou hebben gebracht om Iran te bezetten en benadrukte hierbij dat hij over Mustafa Barzani had. Qazi antwoordde daarop: “Mustafa Barzani is geen buitenlander en zal het ook niet worden. Koerdistan is woonplaats voor iedere Koerd. De situatie heeft ons zo ver gebracht dat hij niet naar het andere deel van zijn land kon komen. Nu had hij de kans en hij was welkom in dit gedeelte van Koerdistan.”
De aanklager liet een vlag met de kleuren rood, wit en groen met daarin hamer en sikkel zien. Vervolgens spuugde de aanklager erop en vroeg Qazi: “Is dit niet het bewijs dat jullie vlag op die van Sovjet-Unie lijkt?”
Qazi Mohammed keek naar de vlag en zei tegen de rechter: “Dit is niet de Koerdische vlag en het zal het ook nooit worden. Onze vlag bevat geen hamer en sikkel. Er zal een dag komen dat jullie de Koerdische vlag zullen zien. Er zal een dag komen waarom onze vlag op dit gebouw wordt gehesen.
De Vlag van Koerdistan die op de dag van de oprichting van de Republiek van Mehabad was te zien, heb ik persoonlijk aan Mustafa Barzani gegeven. Hij zal die vlag van de ene berg naar de ander berg brengen tot de dag dat op elke berg van Koerdistan de vlag te zien wordt. Die dag zal er komen!”
Kewmaras beschrijft in zijn documenten dat hij veel militaire rechtszaken heeft bijgewoond. Maar hij was onder de indruk van Qazi. “Vooral zijn kalmte maakte de rechter en de aanklager gek,” zo beschrijft Kewmaras. Kewmaras schrijft ook later dat zijn eerlijke beschrijving van zijn documenten heeft uiteindelijk naar toe geleid dat hij opgepakt werd, niet omdat hij de stukken probeerde te publiceren. 
Kewmaras schrijft in zijn documenten dat de rechter buitengewoon geïnteresseerd was in de persoonlijkheid en de plannen van Mustafa Barzani. Maar Qazi Mohammed liet geen informatie los die van belang zou zijn voor het Iraanse leger.
De rechter vroeg Qazi Mohammed of Mustafa Barzani plannen had om hem te bevrijden? Qazi: “Barzani heeft vanaf het begin tegen mij verteld om met hem mee te gaan. Maar ik heb het geweigerd. Ik heb het geweigerd, omdat ik wist als jullie mij niet hadden gepakt, veel onschuldige mensen in plaats van mij zouden vermoorden. Bovendien heb ik gezworen om mijn belofte tegenover mijn volk na te komen. Met de belofte betreed ik de tuinen van God.”
De rechter ging in op het verhaal van Qazi en vroeg: “Weet je zeker dat je niet mee ging of was dat omdat Mustafa Barzani jou niet in zijn gezelschap wilde hebben?”
Qazi Muhammed: “Het lijkt erop dat u mijn verhaal niet gelooft! Waar zou ik naar toe gaan? Overal waar ik ga is Koerdistan. Wat maakt het nou uit of ik in Mehabad ben of ergens anders?”
De laatste woorden van Qazi tijdens de zitting waren de volgende: “Niemand is als jullie in slechte tijden zo zielig en onderdanig. Maar als jullie eenmaal de macht hebben, veranderen jullie in tirannen.”

### De voorbereidingen
Na de laatste woorden van Qazi Mohammed begon de raad met overleg over het uiteindelijke vonnis. In minder dan een halfuur werd het vonnis voorgelezen: de doodstraf. 
Kewmaras vertelt dat het leger hier eerder rekening mee had gehouden. De voorbereidingen waren al getroffen. Men had al besloten om de Qazi’s in het centrum van Mahabad (Chwar Chra) op te hangen. Het benodigde materiaal zoals hout en touw waren al aanwezig.
De Qazi’s - Qazi Mohammed, zijn broer en neef - bevonden zich al in de rechtbank toen een Iraanse legerofficier de Qazi’s informeerde dat hun vonnis in Teheran, de hoofdstad van Iran, uitgevoerd zal worden. Op het moment dat de legerofficier de kamer binnenkwam om Qazi Muhammed te vertellen dat hij naar Teheran zal worden overgeplaatst, was Qazi aan het bidden. Qazi maakte zijn gebed af en zonder enige aarzeling ging hij met de legerofficier mee. De Qazi’s moesten een voor één, elk begeleid door tien Iraanse soldaten, een legerbus ingaan om vanaf Mahabad naar Teheran te worden overgeplaatst. Wat de Qazi’s niet wisten was het uitdrukkelijke verzoek van de Sjah van Iran rondom hun vonnis; om de Koerdische bevolking af te schrikken moesten de Qazi’s in het centrum van Mahabad worden opgehangen. In feite werden de Qazi’s niet naar Teheran gebracht, maar naar een militair gebouw in het centrum van de stad Mahabad.
De Qazi’s kwamen aan op die plaats. Bij het uitstappen werd de Qazi’s duidelijk wat de bedoeling was. Heel kalm en zonder enig verzet gingen ze een voor een het gebouw in. In een grote kamer met een grote tafel erin waar de commissie, een Koerdische geestelijke (mullah) en aantal legerofficieren zich bevonden, kwam Qazi Mohammed binnenlopen. De rechter vroeg Qazi Muhammed om zijn testament te schrijven en zijn laatste gebed te doen.
Qazi schreef zijn testament in een paar bladzijde tellende document. In het testament stond aan wie zijn bezit moest gegeven worden en ook het aantal adviezen die hij uitsluitend voor de volgende Koerdische generatie had geschreven. De meeste van zijn bezittingen gingen naar het goede doel, zoals het bouwen van ziekenhuizen, scholen en moskeeën.
Qazi begon te bidden en na afloop vroeg hij de commissie om toestemming te geven voor een aantal adviezen die hij aan het Koerdisch volk wilde afleveren voordat hij dood ging. De commissie stemde toe.
Qazi: “Schrijf alles op wat ik zeg.”
Mullah: “Beste Qazi, u kent de regels. De commissie moet weten wat ik schrijf.”
Qazi: “Wie zijn ze om te bepalen wat ik wil zeggen?”
Qazi tegen de Mullah: “Ik zeg alles in het Perzisch, zodat zij het ook begrijpen. Maar u moet ze in het Koerdisch noteren.”
Mullah: “Ik kan niet in het Koerdisch schrijven.”
Qazi: “Dit is ook een van de ellendes die Koerden overheerst.”

### Het laatste halfuur van het leven van Qazi Mohammed
Qazi: “Wilt u dat ik het voorlees?”
De rechter: “Nee, dat is niet nodig.”
Qazi: “Aangezien de islam de ophanging verbiedt, vraag ik u om mij te fusilleren.”
De rechter: “Dit verzoek kunnen wij niet inwilligen. De rechtbank heeft besloten om je op te hangen.”
Qazi: “Ik zal dan mijn laatste gebed doen voordat ik dood ga.”

### Qazi onder de galg
Qazi kreeg de toestemming om naar de galg te lopen. Een paar stappen voordat hij de galg opging keek hij richting Mekka en zei: “God, u bent de getuige van mijn inzet voor mijn volk. Ik ben niks tekortgeschoten. God, u weet dat ik er alles aan heb gedaan om U te gehoorzamen. Ik smeek U om deze tirannen in het hiernamaals te straffen en ons te wreken. Ik ben ervan overtuigd dat U dat ook doet. Ik vraag U om het Koerdische volk onder deze tirannen te bevrijden.”
Qazi stond op de galg. Een Iraanse soldaat kwam met een blinddoek om op zijn hoofd te zetten. Qazi zei tegen hem: “Doodgaan is een ondraaglijke pijn. Zelfs ik zal die pijn niet kunnen verdragen. Alleen het zien van mijn Koerdistan zal die pijn verzachten. Ik wil geen blinddoek om.”
Na twee minuten verliet Qazi Mohammed het leven. Het was vier uur in de ochtend in het centrum van Mahabad, 30 maart 1947.

## Qazi's testament voor het Koerdische volk
In de naam van Allah de barmhartige,
Mijn volk en mijn broeders, die nooit kregen wat jullie toebehoorde. Op dit moment kom ik de laatste minuten van mijn leven tegemoet. Ik geef jullie de goede raad om voortaan niet tegen elkaar te vechten. Vorm eenheid en sta voor elkaar klaar. Toon verzet tegen de vijanden, ‘verkoop nooit jezelf aan je vijand’. De vijand heeft jullie lief zolang hij krijgt wat hij wil en daarna zijn ze meedogenloze mensen.
Het Koerdische volk heeft veel vijanden; tirannen en meedogenloos zijn ze. Het symbool voor de overwinning van elk volk is eenheid. Elk volk die geen eenheid en samenhorigheid kent, zal altijd onderdrukt blijven. Jullie Koerden hebben niets minder dan alle volkeren op aarde. Zelfs als het om moedigheid en talenten gaat, zijn jullie voorlopers. Veel volkeren die net als jullie onderdruk waren en die nu zich bevrijd hebben, hebben dit voor elkaar gekregen door de eenheid die ze vormden. Wij Koerden kunnen onszelf alleen bevrijden indien wij niet jaloers zijn op elkaar en niet collaboreren met de vijand.
Mijn broeders, vertrouw niet de vijanden van je volk. Het maakt niet uit wie je vijand is, genadeloos zijn ze. Ze zullen altijd proberen om jullie tegen elkaar te laten vechten.
In de laatste momenten van mijn leven, voor Gods wil, wil ik jullie zeggen dat ik gedaan heb wat ik kon doen. Met hart en ziel heb ik mijn strijd gestreden. Om jullie de juiste weg te wijzen, ben ik nooit tekortgeschoten. 
Nogmaals geef ik jullie de goede raad om de goddeloze mensen [hiermee bedoelt Qazi de Engelsen, omdat zij toen de kant van de Sjah van Iran hadden gekozen] en de Sjah niet te vertrouwen. Vaak hebben ze ons beloofd dat ze geen kwaad in de zin hebben. Maar zodra ze de kans krijgen proberen ze jullie uit te roeien.
De gevolgen van hun daad is jullie allen zichtbaar. Kijk naar jullie broeders, de Koerdische hoofdstammen, hoe ze in hun val zijn getrapt. Als zij niet gecollaboreerd hadden met de Sjah was het niet zo afgelopen met onze Republiek [de Republiek van Mahabad].
Ik geef jullie de goede raad om jullie kinderen naar school te sturen. Wij Koerden komen niets tekort, behalve onderwijs. Alleen met kennis zullen jullie vooruit komen. Goed onderwijs en kennis zijn dodelijk wapens voor jullie vijanden.
Mijn broeders, laat onze dood jullie niet afschrikken en bang maken voor wat we streden. Er zullen velen ons voorbeeld moeten volgen voordat we krijgen wat ons toebehoort. Vraag van tevoren God voor de steun voor alles wat je voor de overwinning van je volk doet. Ik weet dat God jullie gebeden zal beantwoorden. Wellicht zullen velen van jullie zich afvragen waarom ik dan nu opgehangen wordt en God geen gehoor gaf aan mijn gebeden? Ik zweer het bij God dat ik gewonnen heb. Wat is nou mooier om voor mijn land en volk te sterven? Ik heb altijd deze dood gewild: sterven voor mijn volk en zonder zondes de tuinen van God betreden. Alleen op deze manier heb ik de overwinning behaald.
Mijn dierbare Koerden, Koerdistan is het huis van elke Koerd. Het is net een gezin, ieder heeft een taak in het gezin. Je mag niet jaloers zijn op elkaar. Koerdistan is ook net dat gezin. Wanneer je weet dat iemand in staat is om zijn land te dienen, ga hem niet in de weg staan.
Qazi maakte ten slotte een samenvatting van de bovenstaande tekst en vatte het samen in tien punten. Zijn laatste woorden die hij schreef waren “de dienaar van het volk en land, Qazi Muhammed.”